# Internationaler Orientierungslaufverband

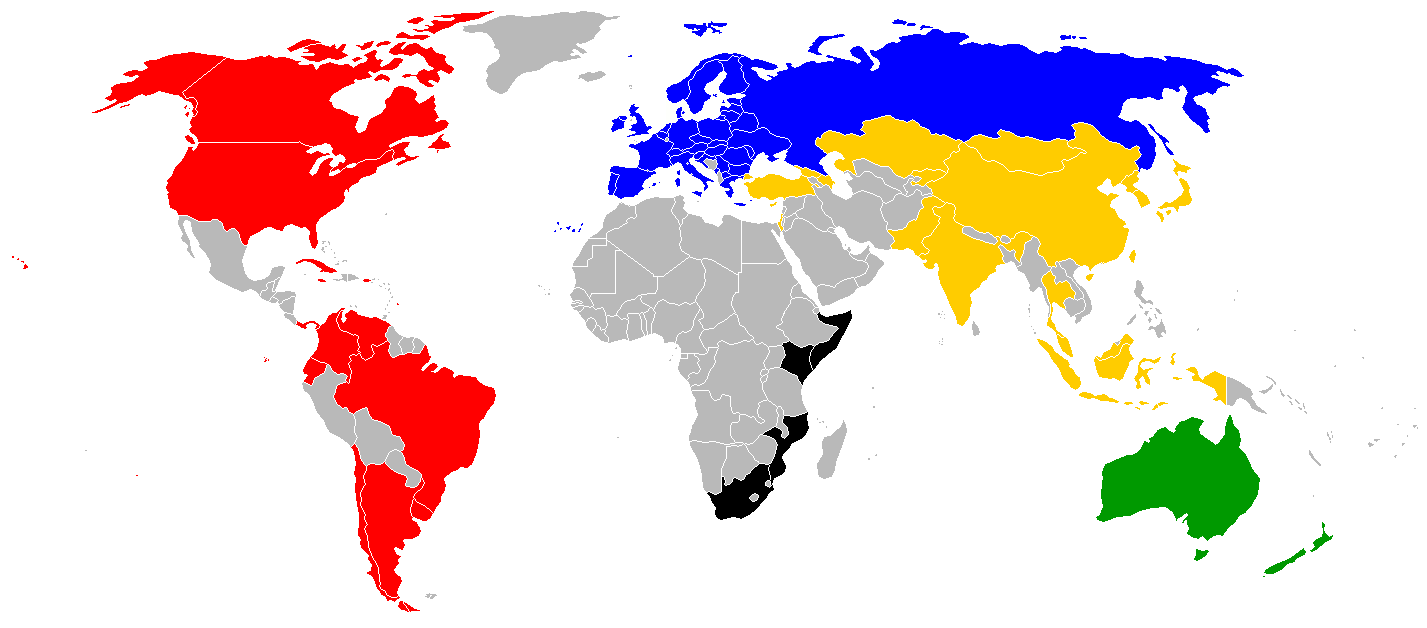
Mitgliedsländer der IOF (Stand 2007)

Die International Orienteering Federation (IOF) ist der Dachverband für alle nationalen Verbände im Orientierungslauf. Er wurde 1961 gegründet und ist heute hauptsächlich für vier Disziplinen zuständig: das „normale“ Foot Orienteering, das Mountain Bike Orienteering, das Ski Orienteering und das Trail Orienteering. Der Hauptsitz der IOF ist in  Karlstad.

## Geschichte
Die IOF wurde am 21. Mai 1961 auf einem in Kopenhagen abgehaltenen Kongress gegründet. Gründungsmitglieder waren die nationalen Verbände aus Dänemark, Bulgarien, der BR Deutschland und der DDR, Finnland, Norwegen, Schweden, der Schweiz, der Tschechoslowakei und Ungarn. Bis 1969 gehörten 16 Länder, darunter auch Japan und Kanada, der IOF an. Seit 1977 wird die IOF vom IOC anerkannt, Orientierungslauf war bislang jedoch nicht im Programm der Olympischen Sommerspiele. Für den Ski-OL gibt es konkrete Pläne für eine Aufnahme in das Wettkampfprogramm der Winterspiele. Stand November 2023 hat die IOF 78 Mitgliedsverbände von allen sechs bewohnten Kontinenten.

### Liste der Präsidenten
- Eric Tobé (1961–1975)
- Lasse Heideman (1975–1982)
- Bengt Saltin (1982–1988)
- Heinz Tschudin (1988–1994)
- Sue Harvey (1994–2004)
- Åke Jacobsson (2004–2012)
- Brian Porteous (2012–2016)
- Leho Haldna (seit 2016)

## Verbandsstruktur
Der IOF steht ein gewählter Präsident vor. Des Weiteren gibt es einen Senior-Vizepräsidenten, drei Vizepräsidenten und sieben weitere Ratsmitglieder. Verschiedene Kommissionen kümmern sich um Bereiche wie die vier Disziplinen, Karten oder Regeln. Derzeitiger Präsident ist Leho Haldna aus Estland.

## Kritik
Der ehemalige schwedische Spitzenathlet Jörgen Mårtensson kritisierte 2009 in einem Interview die IOF stark. Er verglich die IOF mit der Mafia, in der die Mitglieder nur darauf bedacht seien, ihre Stellung zu halten. Er äußerte sich unzufrieden, dass der Weltverband sich zu langsam weiterentwickele. Außerdem forderte er eine Abkehr vom Austragungsmodus der Weltmeisterschaften, die jährlich ausgetragen werden. Er plädierte für eine Austragung der WM alle zwei Jahre.